# بالونگین
بالونگین شهری در شهرستان ساپونه در استان بازگا در بورکینافاسوی مرکزی است و جمعیت آن ۱۲۸۳ نفر است.